# Attilio Hortis
Attilio Hortis (13. března 1850 Terst – 23. února 1926 Terst) byl rakouský historik a politik italské národnosti, na přelomu 19. a 20. století poslanec Říšské rady. V meziválečném období italský senátor.

## Biografie
Vystudoval Padovskou univerzitu a Univerzitu Štýrský Hradec. Roku 1871 získal titul doktora filozofie. Byl ředitelem knihovny v Terstu. Působil jako historik.
V 90. letech 19. století se zapojil i do celostátní politiky. Ve volbách do Říšské rady roku 1897 získal mandát v Říšské radě (celostátní zákonodárný sbor) za všeobecnou kurii, obvod Terst. Za týž obvod obhájil mandát ve volbách do Říšské rady roku 1901. Profesně byl k roku 1897 uváděn jako městský knihovník. V září 1905 nabídl složení mandátu. Rezignace na mandát souvisela s nedůvěrou, kterou mu (a několika dalším terstským poslancům) vyjádřilo místní italské sdružení Associazione Patria. Podle rejstříku poslanců ale si ale nakonec poslanecké křeslo udržel až do konce funkčního období.
Je zachycen na fotografii, publikované v květnu 1906 (ovšem pořízené cca v roce 1904), mezi 18 členy poslaneckého klubu Italské sjednocení (Italienische Vereinigung) na Říšské radě.
V roce 1919 se stal italským senátorem.